# Cambio de piel (álbum de Denise Rosenthal)
Cambio de Piel es el segundo álbum de estudio y debut bajo una gran discográfica de la cantante chilena Denise Rosenthal. Fue lanzado el 6 de diciembre de 2017 por Universal Music Chile. La cantante colaboró con diferentes productores, incluyendo a Marcelo Aldunate, como productor ejecutivo, Danilo Donoso (Inti-Illimani), Lego Moustache (Astro), Bastián Herrera, Andrés Landon, Bruno Borlone (Mawashi), Lorena Gormaz y Guillermo Scherping.
"Cambio de Piel" fue lanzado como el primer sencillo del álbum el 25 de noviembre de 2016, siendo el primer lanzamiento bajo el sello Universal Music Group. En septiembre de 2017 se lanzó el segundo sencillo llamado "Isidora". "Cabello de Ángel" fue anunciado como el próximo sencillo del álbum.

## Desarrollo y lanzamiento
En una entrevista para el diario La Tercera en diciembre de 2016, la cantante indicó que "Cambio de Piel" era una canción autobiográfica y representaba todo lo que quería en una canción. También reveló que la canción era un adelanto de su próximo álbum, el cual podría ser lanzado el primer semestre de 2017, añadiendo que ya tenía varias canciones en las cuales se encontraba trabajando y se definirían los productores, sin descartar exponentes extranjeros.
El álbum fue lanzado el 6 de diciembre de 2017, en formato CD y descarga digital.

## Promoción

### Sencillos
"Cambio de Piel" fue lanzada como el primer sencillo del álbum el 25 de noviembre de 2016 marcando su primer trabajo bajo el sello de Universal Music Group.
"Isidora" fue lanzada como el segundo sencillo del álbum el 1 de septiembre de 2017.
"Cabello de ángel" fue anunciado como un futuro sencillo. La cantante reveló esta información en una entrevista en CNN Chile el pasado 14 de diciembre.

## Lista de canciones
| N.º | Título                                  | Escritor(es)                   | Productor(es)                   | Duración |  |
| 1.  | «Rododendro»                            | Denise Rosenthal               | Denise Rosenthal, Lorena Gormaz | 1:30     |  |
| 2.  | «Cambio de Piel»                        | Rosenthal, Martina Lecaros     | Marcelo Aldunate                | 3:37     |  |
| 3.  | «Lucha en equilibrio»                   | Rosenthal, Guillermo Scherping | Guillermo Scherping             | 3:41     |  |
| 4.  | «Luna»                                  | Rosenthal, Bastián Herrera     | Danilo Donoso, Lego Moustache   | 3:26     |  |
| 5.  | «Isidora»                               | Rosenthal, Herrera             | Marcelo Aldunate                | 3:49     |  |
| 6.  | «Niñita de mar» (con Jonas Sanche)      | Rosenthal                      | Donoso, Moustache               | 4:13     |  |
| 7.  | «Cabello de ángel»                      | Rosenthal, Andrés Landon       | Andrés Landon                   | 3:26     |  |
| 8.  | «Encadená»                              | Rosenthal, Herrera             | Donoso, Moustache               | 3:17     |  |
| 9.  | «Amor con amor se paga» (con Nicole ZC) | Rosenthal, Bruno Borlone       | Rosenthal, Bruno Borlone        | 3:28     |  |
| 10. | «El reflejo de mi amor»                 | Rosenthal                      | Donoso, Moustache               | 3:17     |  |

## Certificaciones
| Territorio | Organismo certificador | Certificación        | Ventas certificadas | Ref.  |
| ---------- | ---------------------- | -------------------- | ------------------- | ----- |
| Chile      | IFPI — Chile           | Diamante 10X Platino | 50 000              | [ 5 ] |

## Personal
Créditos adaptados de qobuz.com.
- Denise Rosenthal – Voz, teclado (canción 4), piano (canciones 5-6), vocalista de fondo (canciones 6-9)
- Jonas Sanche – Voz (canción 6)
- Nicole ZC – Voz (canción 9)
- Marcelo Aldunate  – Mezclador (canción 1)
- Nacho Soto Kallens – Productor de grabación (canciones 1, 3-4, 6-10), mezclador (canciones 3-4, 6-10)
- Francisco Ruiz – Bajo (canción 2)
- Joaquín García – Ingeniero de mezcla (canción 2)
- Joe LaPorta – Ingeniero de masterización (canciones 2, 5)
- Cristóbal Ulloa – Trompeta (canción 2)
- Gustavo Escobar – Trompeta (canción 2)
- Eduardo Iensen – Guitarra acústica (canción 2), eléctrica (canciones 2, 5), cavaquinho (canción 2)
- Walter Romero – Productor de grabación (canciones 2-3)
- Bastián Herrera – Co-Arreglista (canción 2), teclado, voz (canción 2)
- Agustín Moya – Saxofón (canción 2)
- Stephanie Donicke – Arreglador de cuerno (canción 2), batería y percusión (canción 2)
- Felipe Santana – Piano (canción 2)
- Javier Ramos – Trombón (canción 3)
- Nikos Alvear – Percusión (canción 3)
- Ignacio Roseló – Trompeta (canción 3)
- Mauricio Campos – Guitarra (canción 3), instrumentos de cuerda (canción 3)
- Guillermo Scherping – Programación rítmica (canción 3), programación sintetizador (canción 3)
- Roberto Trujillo – Bajo eléctrico (canción 4)
- Danilo Donoso – Batería y percusión (canción 4), guitarra eléctrica (canciones 6, 8), programación sintetizador (canción 6, 8, 10), percusión (canción 8), programación de bajo (canción 10), productor de grabación (canción 10)
- Lego Moustache – Guitarra eléctrica (canción 4), samples (canciones 4, 6, 10), programación rítmica (canciones 4, 6, 8, 10), productor de grabación (canciones 4, 6, 8), guitarra acústica (canción 8)
- Gonzalo González – Ingeniero de mezcla (canción 5)
- Bastián Herrera – Productor de grabación (canción 5), efectos de sonido (canción 5), secuenciador (canción 5), guitarra acústica (canción 8), programador (canción 8)
- Andrés Landon – Guitarra (canción 7), bajo eléctrico (canción 7), programador (canción 7), programación rítmica (canción 7), programación sintetizador (canción 7), productor de grabación (canción 7)
- Daniel Espinoza – Trompeta (canción 8)
- César Gómez – Trombón (canción 8)
- Frano Kovač – Orquesta (canción 8), co-arreglista (canción 8), banda (canción 8)
- Mastias Astudillo – Guitarra eléctrica (canción 8)
- Cristian Serrano Lagunes – Saxofón (canción 8)
- Francisco González – Guitarra eléctrica (canción 9), programación sintetizador (canción 9)
- Bruno Borlone – Programación rítmica (canción 9), programación sintetizador (canción 9), productor de grabación (canción 9)
- Ramiro Durán Bunster – Guitarra acústica (canción 10)